# Раманаускас, Ромуальдас
Ромуальдас Раманаускас (лит. Romualdas Ramanauskas; род. 4 февраля 1950, Вильнюс) — литовский актёр театра и кино.

## Биография
В 1972 году окончил Литовскую академию музыки и театра. 20 лет проработал актёром в Литовском Национальном драматическом театре. В 1992 году перешёл в Молодёжный театр Литвы, в 2001 году вернулся в ЛНДТ (до 2003).
С 1970 года снимается в кино, исполняя разнохарактерные роли. Наиболее крупная роль — Рихард Лосберг в телесериале Долгая дорога в дюнах / Ilgais ceļš kāpās (1980—1981).

## Семья
- Жена — Эгле Габренайте (24.09.1950), актриса театра и кино.
  - Сын — Рокас Раманаускас (род. 1971) — режиссёр, женат на актрисе Татьяне Лютаевой.
    - Внук — Доминикас Раманаускас (род. 27.12.1999), актёр.

## Фильмография
1. 1970 — Эта проклятая покорность
2. 1972 — Геркус Мантас — прусский воин
3. 1974 — Садуто туто — жених
4. 1976 — Фаворит — Дэн Хиллмэн
5. 1979 — Раненая тишина — Жаренас
6. 1980 — Испанский вариант — Хаген
7. 1981 — Долгая дорога в дюнах — Рихард Лозберг (озвучил Валерий Рыжаков)
8. 1981 — Тайна Эндхауза (Литва) — Лазарь
9. 1982 — Богач, бедняк — Вилли Эббот
10. 1983 — Полёт через Атлантический океан — Код
11. 1983 — Тревожное воскресенье — иностранный предприниматель
12. 1983 — Цена возврата — Румер
13. 1984 — Европейская история — Виктор Олден, лидер Национал-демократической партии
14. 1984 — За ночью день идёт — Зуппе, немецкий офицер
15. 1984 — Человек-невидимка — Кэмп (озвучил Сергей Малишевский)
16. 1985 — Мы обвиняем — Билл Коллинз, он же Джордж МакКормик, сотрудник ЦРУ
17. 1985 — Кармелюк — Алоиз Пигловский
18. 1985 — Дороги Анны Фирлинг — фельдфебель
19. 1985 — Вариант «Зомби» — Курт Хорнеманн, журналист (озвучил Сергей Малишевский)
20. 1986 — Звездочёт
21. 1988 — Любовь к ближнему (Украина) — Первый джентльмен
22. 1988 — Выставка
23. 1988 — Командировка — Капитонович
24. 1989 — Похищение чародея — Кин, историк из будущего
25. 1991 — Смерть за кулисами
26. 1991 — Оружие Зевса — Шредер, он же Эрвин Данц
27. 1991 — Люк
28. 1992 — Дуплет (Латвия) — Эдис
29. 1992 — У тумане (фільм, 1992)[тарашк.]
30. 1993 — Заложники страха (Украина) — Эрнест Мишу
31. 1996 — Judenkreis, или Вечное колесо (Украина) — Пан
32. 1998 — Тупик (Украина) — Валерий Юрьевич Шпак, бизнесмен
33. 2006 — Вне фокуса (Литва, короткометражный)
34. 2007 — Заклинание греха / Nuodėmės užkalbėjimas (Литва) — муж Риты
35. 2007 — Война и мир — генерал Мак
36. 2009 — Банка варенья / Stiklainis uogienės (Литва) — Дмитрий